# Hagen
Hagen je 41. najveći grad u Njemačkoj. Općina se nalazi u državi Sjeverna Rajna-Vestfalija. Smješteno je na jugoistočnom rubu područja Ruhr, 15 km južno od Dortmunda, gdje se rijeke Lenne i Volme (koje susreće rijeka Ennepe) susreću s rijekom Ruhr. Na dan 31. prosinca 2010. godine, broj stanovnika bio je 188.529.

## Vanjske poveznice
- Službena stranica